# Saint-Antoine (Doubs)
Saint-Antoine ist eine französische Gemeinde mit 309 Einwohnern (Stand: 1. Januar 2022) im Département Doubs in der Region Bourgogne-Franche-Comté.

## Geographie
Saint-Antoine liegt auf 958 m über dem Meeresspiegel, etwa 14 Kilometer südlich der Stadt Pontarlier (Luftlinie). Das Dorf erstreckt sich im Jura, in einem Becken im östlichen Teil der Längsmulde des Haut-Doubs, am Nordfuß des Morond, nahe der Grenze zur Schweiz.
Die Fläche des 4,51 km² großen Gemeindegebiets umfasst einen Abschnitt des französischen Juras. Die südliche Grenze verläuft entlang dem Rouge Bief (Bief = freigrafschaftlicher Dialekt, zu Deutsch „Bach“), der durch eine weite Talniederung mäandriert und das Gebiet nach Südwesten zum Doubs entwässert. Im Becken von Saint-Antoine nimmt er von Norden her den Bief Bleu auf. Vom Rouge Bief erstreckt sich das Gemeindeareal nordwärts in das Becken von Saint-Antoine und über den angrenzenden Hang auf die teils bewaldete, teils mit Weideland bestandene Höhe des Fort de Saint-Antoine, auf der mit 1104 m die höchste Erhebung von Saint-Antoine erreicht wird. Dieser Höhenrücken trennt das Becken vom nördlich gelegenen Lac de Saint-Point.
Nachbargemeinden von Saint-Antoine sind Malbuisson im Norden, Touillon-et-Loutelet im Osten, Métabief, Longevilles-Mont-d’Or und Fourcatier-et-Maison-Neuve im Süden sowie Labergement-Sainte-Marie im Westen.

## Geschichte
Das Gebiet von Saint-Antoine wurde im 12. Jahrhundert von den Mönchen des Klosters Mont-Sainte-Marie gerodet und urbar gemacht. Eine dem heiligen Antonius geweihte Kapelle wird 1309 erstmals erwähnt; die Ortschaft hieß damals noch Rougebief. Seit dem Mittelalter gehörte Saint-Antoine zur Klosterherrschaft von Mont-Sainte-Marie. Zusammen mit der Franche-Comté gelangte das Dorf mit dem Frieden von Nimwegen 1678 an Frankreich. Heute ist Saint-Antoine Mitglied des Gemeindeverbandes Lacs et Montagnes du Haut-Doubs.

## Sehenswürdigkeiten
Die Pfarrkirche Saint-Antoine wurde Mitte des 16. Jahrhunderts in gotischen Stilformen errichtet. Die dreischiffige Kirche mit rechteckigem Chorraum besitzt ein bedeutendes Altarretabel aus Holz mit reichgeschnitzten Skulpturen. Auf der Höhe nördlich des Dorfes befindet sich das Fort Lucotte (auch Fort de Saint-Antoine genannt), das von 1879 bis 1882 erbaut wurde und heute als Lagerstätte für die Reifung von Käselaiben dient.

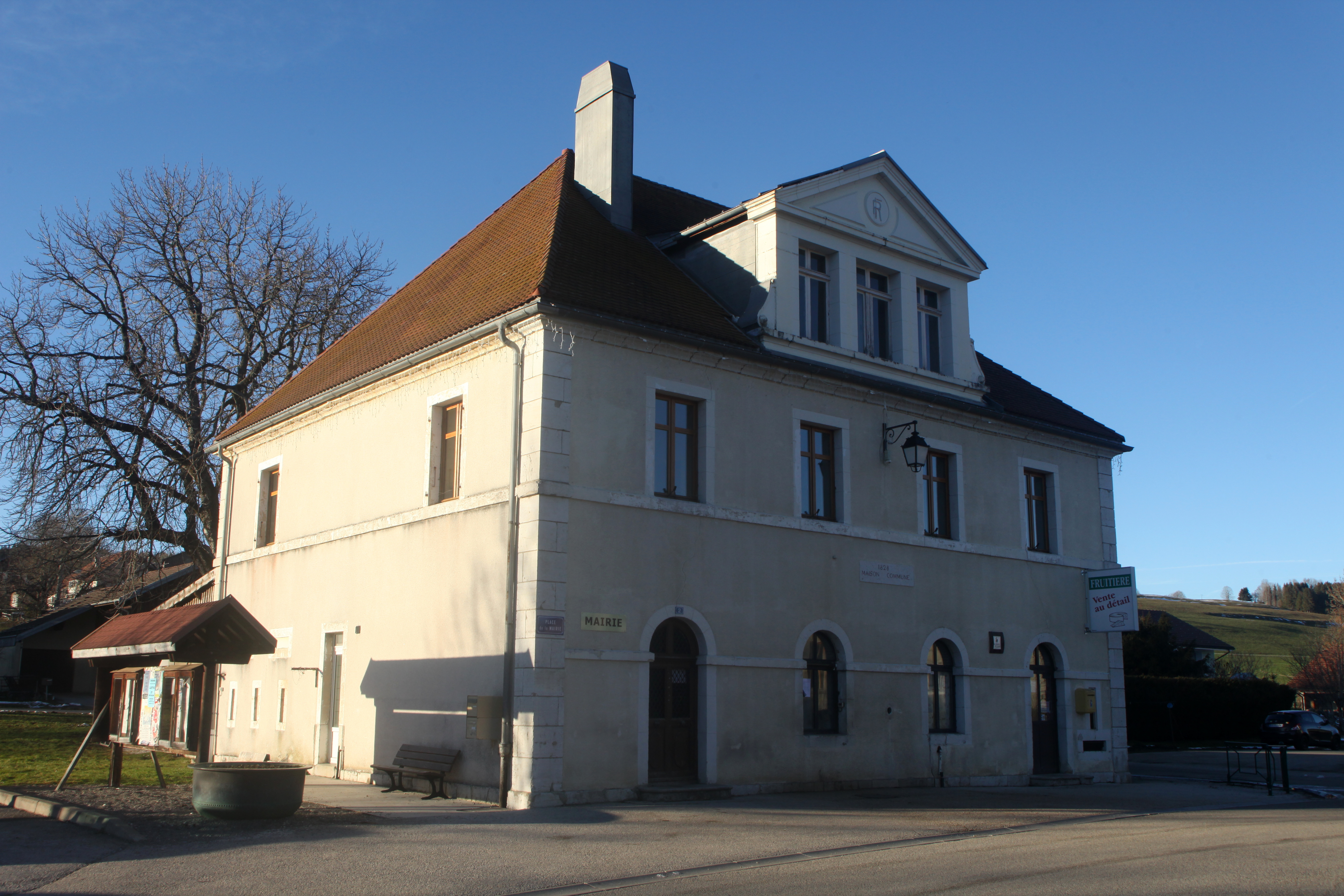
Mairie Saint-Antoine
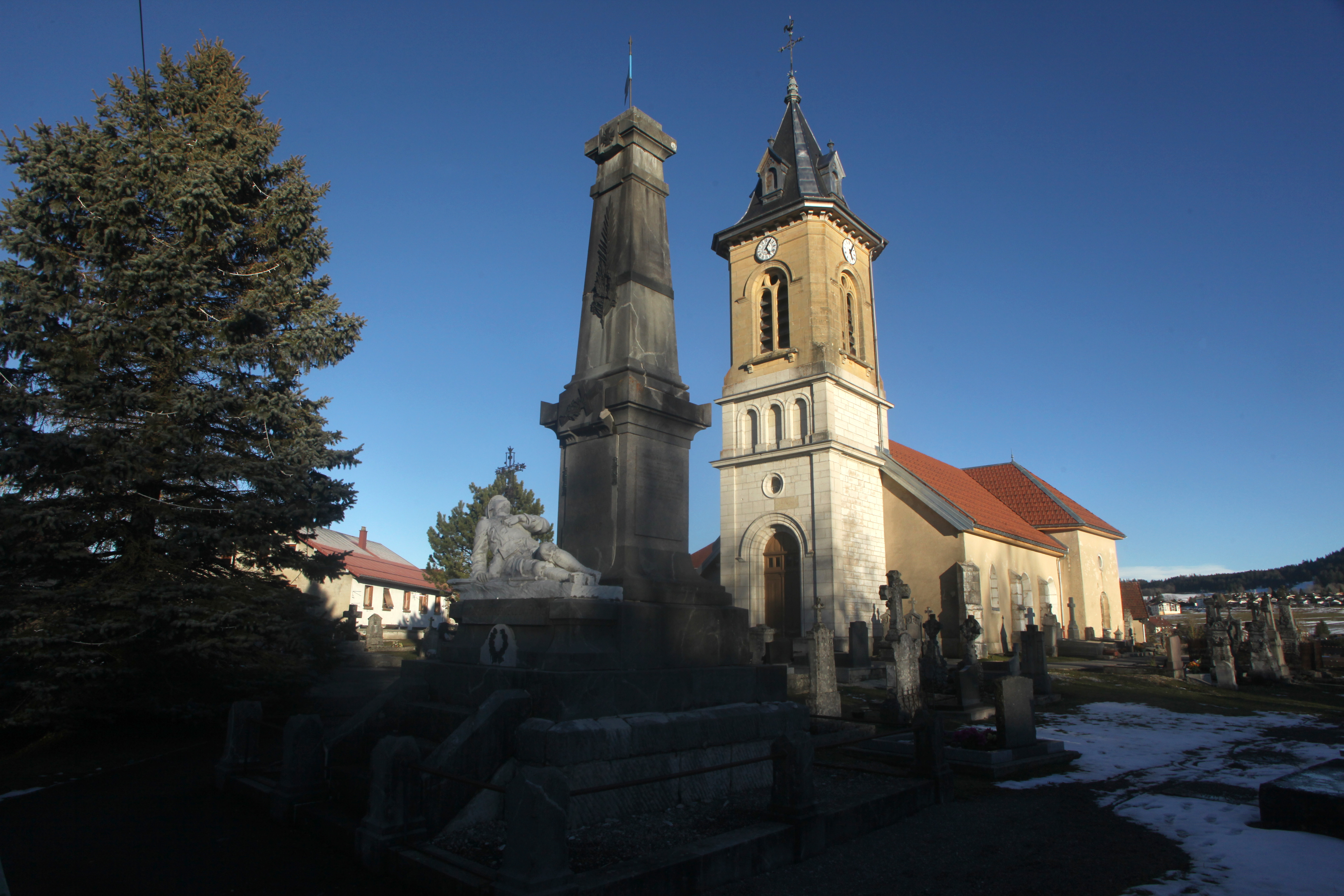
Kirche Saint-Antoine
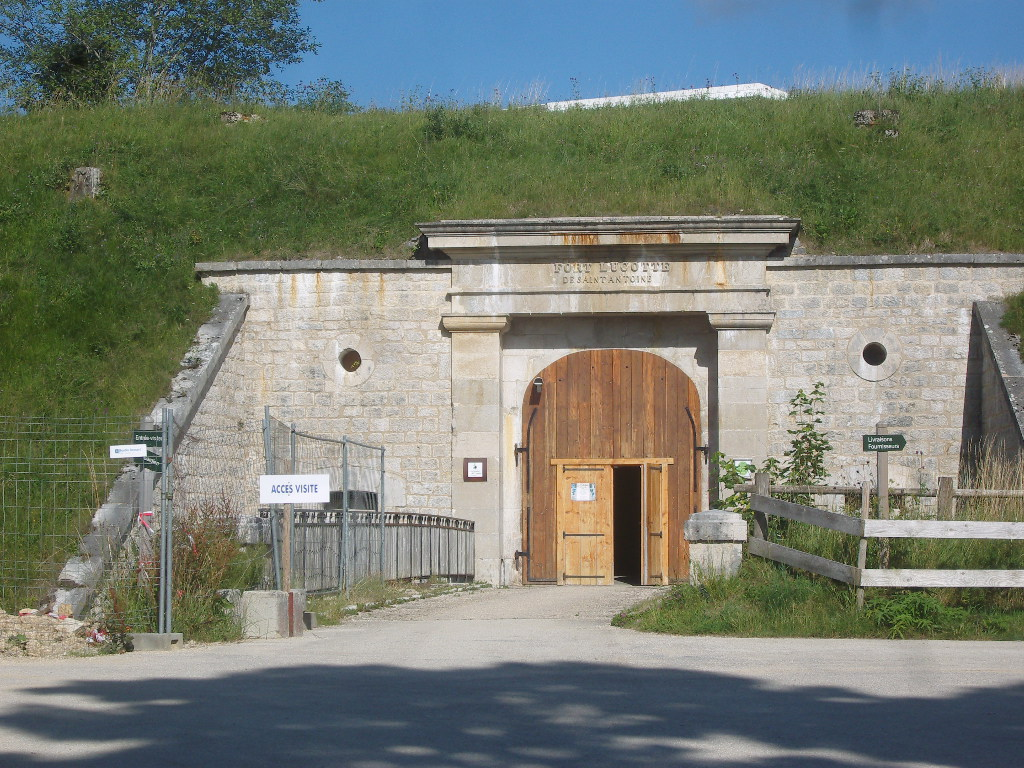
Fort Lucotte

## Bevölkerung
| Jahr                       | 1962 | 1968 | 1975 | 1982 | 1990 | 1999 | 2006 | 2016 |
| Einwohner                  | 173  | 154  | 160  | 197  | 243  | 276  | 278  | 339  |
| Quellen: Cassini und INSEE |      |      |      |      |      |      |      |      |

Mit 309 Einwohnern (1. Januar 2022) gehört Saint-Antoine zu den kleinen Gemeinden des Départements Doubs. Nachdem die Einwohnerzahl in der ersten Hälfte des 20. Jahrhunderts markant abgenommen hatte (1881 wurden noch 355 Personen gezählt), wurde seit Beginn der 1970er Jahre wieder ein deutliches Bevölkerungswachstum verzeichnet.

## Wirtschaft und Infrastruktur
Saint-Antoine war lange Zeit ein vorwiegend durch die Landwirtschaft, insbesondere Milchwirtschaft und Viehzucht geprägtes Dorf. Daneben gibt es heute einige Betriebe des lokalen Kleingewerbes, darunter eine Käserei, eine Sägerei und einige Geschäfte des Einzelhandels. Mittlerweile hat sich das Dorf auch zu einer Wohngemeinde gewandelt. Viele Erwerbstätige sind Wegpendler, die in den größeren Ortschaften der Umgebung und als Grenzgänger in der Schweiz ihrer Arbeit nachgehen.
Seit den 1960er Jahren, als das Gebiet um Morond und Mont d’Or zu einem wichtigen Wintersportgebiet des französischen Juras ausgebaut wurde, profitiert auch Saint-Antoine vom Tourismus.
Die Ortschaft ist verkehrstechnisch recht gut erschlossen. Sie liegt am Kreuzungspunkt der Straßen, die von Pontarlier nach Rochejean und von Les Hôpitaux-Neufs nach Labergement-Sainte-Marie führen. Eine weitere Straßenverbindung besteht mit Métabief.